# Бехзадпур, Хамид
Хамид Бехзадпур (род. 31 мая 1987, Мехриз, Йезд) — иранский игрок в пляжный футбол, вратарь. Выступает за сборную Ирана. Участник трёх чемпионатов мира по пляжному футболу.

## Биография
Первым крупным турниром Бехзадпура в составе сборной Ирана по пляжному футболу стали Азиатские пляжные игры 2014 года, где иранцы стали чемпионами. С 2014 года участвовал в восьми Межконтинентальных кубках, где трижды становился победителем. Лучший вратарь Межконтинентального кубка 2022 года. Победитель и лучший вратарь Кубка Дружбы 2015 года в Витебске.
Дебют на чемпионате мира состоялся в 2015 году в Португалии. В 2017 году на мундиале на Багамских Островах Бехзадпур с иранцами заняли четвёртое место. В 2018 году вместе с командой добился победы на домашнем Кубке Персии.
В июле 2023 года на Кубке Наций стал серебряным призёром в составе Ирана. В феврале 2024 года главный тренер иранской сборной Али Надери включил Хамида Бехзадпура в заявку команды на чемпионат мира в ОАЭ.
На клубом уровне играл за «Парс Джануби» на Мундиалито 2017 года, где занял второе место. На Кубке чемпионов мира 2019 года представлял «Могхавемат Гользапуш». В 2020 году стал бронзовым призёром Мундиалито в составе московского «Локомотива». На двух розыгрышах Московского международного кубка защищал цвета «Могхавемата Гользапуш».